# Banksia coccinea
Banksia coccinea (R.Br., 1810) è una pianta appartenente alla famiglia delle Proteaceae, endemica dell'Australia occidentale.